# Lido dei Pini
Lido dei Pini è una località turistico-residenziale a carattere balneare posta sulla costa laziale poco distante da Roma. La località è amministrativamente divisa in due frazioni omonime dei comuni di Anzio e Ardea; al suo litorale è stato assegnato il riconoscimento della bandiera blu nel 2017.

## Geografia
In generale con il toponimo "Lido dei Pini" si intende anche la parte ricadente all'interno del comune di Ardea in particolare tutta l'area della fascia litoranea ardeatina che si estende dalla SP 95/b Laurentina (bivio di Tor San Lorenzo) al confine con Anzio. Fa parte inoltre di Lido dei Pini di Ardea anche una consistente parte "verso monte" e che comprende quindi i consorzi di Lupetta (unificato con quello di Lido dei Pini ma ricadente all'interno del comune di Ardea), Colle Romito, Marina di Tor San Lorenzo e Marina di Tor San Lorenzo sud oltre ad alcune zone poste al di fuori dei consorzi.

## Storia
Palude laziale sino alla bonifica del 1936 (le ultime capanne vennero abbattute nel 1964) la spiaggia di Lido dei Pini fu teatro dello sbarco di Anzio da parte delle forze alleate nel gennaio 1944. Non fu area di aspri combattimenti ma di stazionamento delle truppe. 
Tutto il litorale, partendo da sud a Tor Caldara fino a Tor San Lorenzo più a nord, venne denominata Peter Beach.
Nel bosco/pineta chiamato della Gallinara sono ancora presenti trincee, rifugi, camminamenti e luoghi di stazionamento delle truppe britanniche risalenti al 1944.
Lido dei Pini è il risultato dell'urbanizzazione che iniziò negli anni '60. Ma la denominazione Pineta della Gallinara esiste da prima del 1500 (in rete sono visibili cartografie dell'epoca), così come le varie denominazioni di località poco distanti, come Campo di Carne, Cavallo Morto, sono visibili nelle cartografie del 1500. Lido dei Pini deve i suoi pini alla nuova messa a dimora degli stessi, nell'immediato dopo guerra.
Infatti, il conflitto del 1944 ed i ripetuti bombardamenti ed incendi distrussero gran parte del fitto bosco di pini, lecci e querce da sughero. Il bosco della Gallinara trovava più ad est la sua congiunzione con il bosco di Padiglione, che si diramava verso l'area occupata oggi da Aprilia verso la Torre di Padiglione. Dalla parte opposta alla spiaggia del Lido dei Pini, poco più a sud, 700 metri, il bivio con via delle 5 miglia. All'interno delle proprietà del principe Borghese, all'interno dell'area boschiva, si trova l'area archeologica di Colle Rotondo, dove era stanziata una civiltà preromana.
Costruita a partire dagli anni cinquanta nel contesto della lottizzazione della tenuta della principessa Borghese, promossa da Galileo Scavizzi, divenne sede di numerosi campeggi durante il periodo estivo e di un turismo di élite attratto dalla lunga spiaggia sabbiosa e dall'ampia pineta che raggiungeva la vicina Lavinio, dando vita a un paesaggio di dune e macchia mediterranea.

## Collegamenti
È servita dai bus COTRAL della linea Roma Laurentina-Nettuno e dal servizio urbano del comune di Anzio gestito dalla società Gioia Bus.

## Sport

### Calcio
- A.S.D. Lido dei Pini